# كوغوئية (اسماعيلي كرمان)
کوغوئیة (بالفارسية: کوگوئیه) هي منطقة سكنية تقع في إيران في منطقة إسماعيلي. يقدر عدد سكانها بـ 496 نسمة .